# Oxbow (Maine)
Oxbow es una plantación ubicada en el condado de Aroostook en el estado estadounidense de Maine. En el Censo de 2010 tenía una población de 66 habitantes y una densidad poblacional de 0,67 personas por km².

## Geografía
Oxbow se encuentra ubicada en las coordenadas 46°26′53″N 68°30′21″O / 46.44806, -68.50583. Según la Oficina del Censo de los Estados Unidos, Oxbow tiene una superficie total de 99.15 km², de la cual 97.94 km² corresponden a tierra firme y (1.22%) 1.21 km² es agua.

## Demografía
Según el censo de 2010, había 66 personas residiendo en Oxbow. La densidad de población era de 0,67 hab./km². De los 66 habitantes, Oxbow estaba compuesto por el 96.97% blancos, el 0% eran afroamericanos, el 3.03% eran amerindios, el 0% eran asiáticos, el 0% eran isleños del Pacífico, el 0% eran de otras razas y el 0% pertenecían a dos o más razas. Del total de la población el 0% eran hispanos o latinos de cualquier raza.